# 中央军委政治工作部老干部局
中央军委政治工作部老干部局，位于北京市，是中央军事委员会政治工作部下属局，负责全军老干部工作。

## 沿革
1980年代以来，中国人民解放军总政治部机关多次调整改革，对相近部门和重叠机构进行了撤并。总政治部机关设有：办公厅、组织部、干部部、宣传部、保卫部、文化部、群众工作部、联络部、老干部局、军事法院、军事检察院、直属工作部等12个部门。后来，中国人民解放军总政治部老干部局并入干部部，成为中国人民解放军总政治部干部部老干部局，负责全军老干部工作，一直延续到2016年改革前。
在深化国防和军队改革中，2016年1月中国人民解放军总政治部撤销，成立中央军事委员会政治工作部，下设中央军委政治工作部老干部局，负责全军老干部工作。中央军委政治工作部老干部局首任局长为王岳忠。

## 历任局长
| 中央军委政治工作部老干部局局长 - 王岳忠 少将（2016年—） | 中央军委政治工作部老干部局副局长 - 向双成（2016年—） - 张明刚（2016年—） |